# Pseudindalmus similis
Pseudindalmus similis is een keversoort uit de familie zwamkevers (Endomychidae). De wetenschappelijke naam van de soort werd in 2001 gepubliceerd door Tomaszewska.